# 伊藤千尋 (競馬)
伊藤 千尋（いとう ちひろ、男性、1985年9月10日 -）は、地方競馬のホッカイドウ競馬所属の元騎手である。
勝負服の柄は胴黄・桃山形二本輪、袖桃・青縦縞。北海道岩見沢市出身、身長168センチメートル、体重47キログラム、血液型B型。岩見沢市立明成中学校卒業。妻は元騎手の笹木美典。地方競馬教養センター騎手課程第78期生。所属厩舎の伊藤靖則調教師は実父。

## 来歴
2003年9月29日付けで地方競馬騎手免許を取得。同年10月7日第3回門別競馬1日目第3競走D4-3組条件戦（40万円以下）ブレイベストオペラで初騎乗（11頭立て5番人気2着）。翌2004年4月29日第1回札幌競馬（地方）4日目第6競走D4-1組条件戦（40万円以下）をゴダイザンで優勝（10頭立て2番人気）し、初勝利。
2005年3月21日第19回全日本新人王争覇戦優勝（11人中）。
2006年9月23日第2回札幌競馬5日目第7競走3歳以上500万下でプリンスキングに騎乗し、中央競馬初騎乗（9頭立て9番人気8着）。
2007年11月24日から2008年1月20日まで高知競馬場で期間限定騎乗を行い、同年12月8日第14回高知競馬1日目第8競走個人協賛「やったね修ちゃん特別」（B級ロ組）をカネショウシーズで優勝（8頭立て5番人気）し、同期間中での初勝利をあげた。2008年、2009年も同様に高知競馬場で期間限定騎乗を行い、2009年度は10勝を挙げた。高知競馬での所属は松木啓助厩舎。
2020年3月31日付で騎手免許を返上し現役を引退した。
地方通算成績は5148戦285勝・2着351回・3着415回・勝率5.5%・連対率12.4%。中央競馬2戦0勝。

## 主な騎乗馬
- ジュエルクイーン（2016年ヒダカソウカップ）
- レッドクレペリン（2016年エトワール賞）